# Peter Blaser
Peter Blaser (* 22. Januar 1941 in Magdeburg) ist ein deutscher Sportwissenschaftler und Hochschullehrer.

## Leben
Blaser absolvierte von 1963 bis 1967 in Magdeburg ein Lehramtsstudium in den Fächern Deutsch und Körpererziehung. Hernach studierte er an der Deutschen Hochschule für Körperkultur (DHfK) in Leipzig und legte 1970 seine Diplomarbeit mit dem Titel „Untersuchungen der Beziehungen zwischen Krafteigenschaften, Bewegungsfrequenz und Schwimmleistung - dargestellt an der Altersklasse 4“ vor. Anschließend war Blaser an der Sektion Sportwissenschaft der Pädagogischen Hochschule Magdeburg als wissenschaftlicher Assistent beschäftigt. Dort schloss er 1976 seine Doktorarbeit zum Thema konditionellen Fähigkeiten, Schnelligkeit und Schnelligkeitsausdauer im Sportschwimmen und leichtathletischen Lauf ab.
1981 wurde der Akademie der Pädagogischen Wissenschaften zu Berlin seine Habilitation angenommen, anschließend war Blaser als Oberassistent und Hochschullehrer für Biomechanik und Motorik tätig. 1988 übernahm er eine ordentliche Professur für Sportmotorik, 1992 trat er an der Otto-von-Guericke-Universität Magdeburg eine Professorenstelle für Bewegungswissenschaften an. Er war an der Uni Magdeburg erheblich an der Einsetzung des Studiengangs „Sport und Technik“ beteiligt, der ab dem Wintersemester 1997/98 angeboten wurde. Blaser war stellvertretender Vorsitzender der Internationalen Gesellschaft für Sportmotorik sowie Fachgutachter des Bundesinstitutes für Sportwissenschaft.
Zu Blasers Forschungsgebieten gehörten biomechanische und motorische Phänomene des Sportlers im Kontext des motorischen Lernens und der Leistungsdiagnostik. Er befasste sich mit dem Einfluss von Musik auf das Bewegungsverhalten und die Bewegungsgestaltung im Sport und im Tanz sowie mit den Themen Motorik und forscht „Kognition und Bewegung“. Er war Verfasser und Mitverfasser von 170 Veröffentlichungen zum Thema Bewegungswissenschaft.
Im März 2006 schied er aus dem Universitätsdienst aus.